# フランソワ＝ウジェーヌ・ルソー

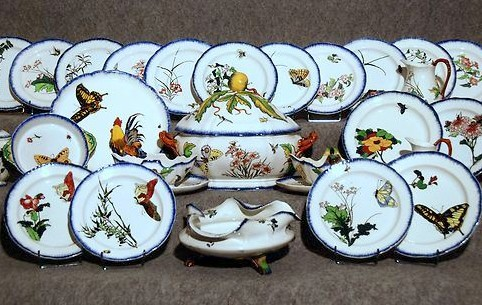
ブラックモンデザインの食器

フランソワ＝ウジェーヌ・ルソー（François-Eugène Rousseau、1827年3月17日 - 1890年6月12日）はフランスの工芸家、美術商である。フランスの工芸家と共同して、日本的な意匠の工芸品を作り、フランスのガラス工芸の分野の「ジャポニスム」の流行に貢献した。

## 略歴
パリで生まれた。1753年に建てられ建物を借りて父親が1826年から営業していた陶器店の経営を28歳になった1855年に引き継いだ。しばらくして日本のデザインに興味を持つようになり、ガラス器を扱うようになった。
同時代の工芸家の新しい技術に興味を持ち、当時セブール焼の工房の絵付師だったマルク＝ルイ・ソロン(Marc-Louis Solon:1835–1913)に作品制作を依頼し、ソロンは、「Milès」の名前で作品を制作し、「pâtes rapportées」（「生地重ね(pâte-sur-pâte)」の一種で融かした材料を重ねて、模様を描く）技法を使った製品を創作した。
1867年のパリの万国博覧会に出展するために版画家のフェリックス・ブラックモンに依頼し、「北斎漫画」に描かれた動物をデザインした食器のセットを制作した。ブラックモンは「北斎漫画」を1858年に版画家、オーギュスト・ドラートル(Auguste Delâtre)の工房で見つけていた。この食器のセットは200点を超える注文が得られて、陶磁器会社、「Lebeuf, Milliet et Cie」や「Creil-Montereau faience」で製造された。この成功により日本趣味の製品を多く制作するようになった。
その後もアンリ・ランベールHenri Lamberやアール・ヌーヴォーの工芸家、アルフォンス＝ジョルジュ・レイエン(Alphonse-Georges Reyen:1844-1910)やアペール兄弟(Appert Frères)らに制作を依頼した製品を企画した。
美術商、芸術家として認められ、「装飾美術協会連合(Union centrale des arts décoratifs)」の会員に選ばれ、1872年にレジオンドヌール勲章（シュヴァリエ）を受勲した。
1885年からエルネスト・レヴェイエ (Ernest Leveillé:1841-1913)が共同経営者となり、ルソーの没後、ルソーの仕事を継承した。

## ギャラリー

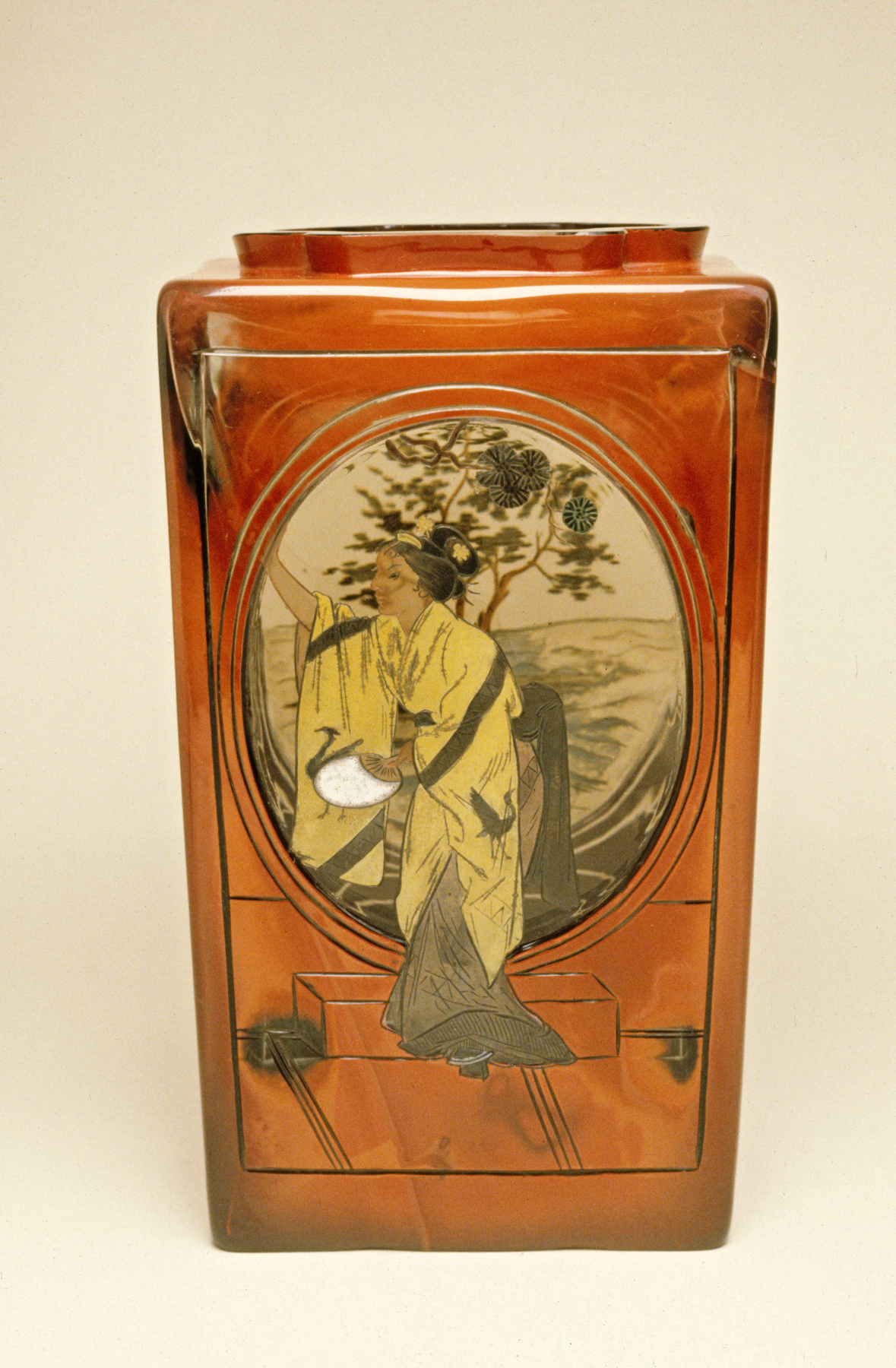
アペール兄弟制作の花瓶
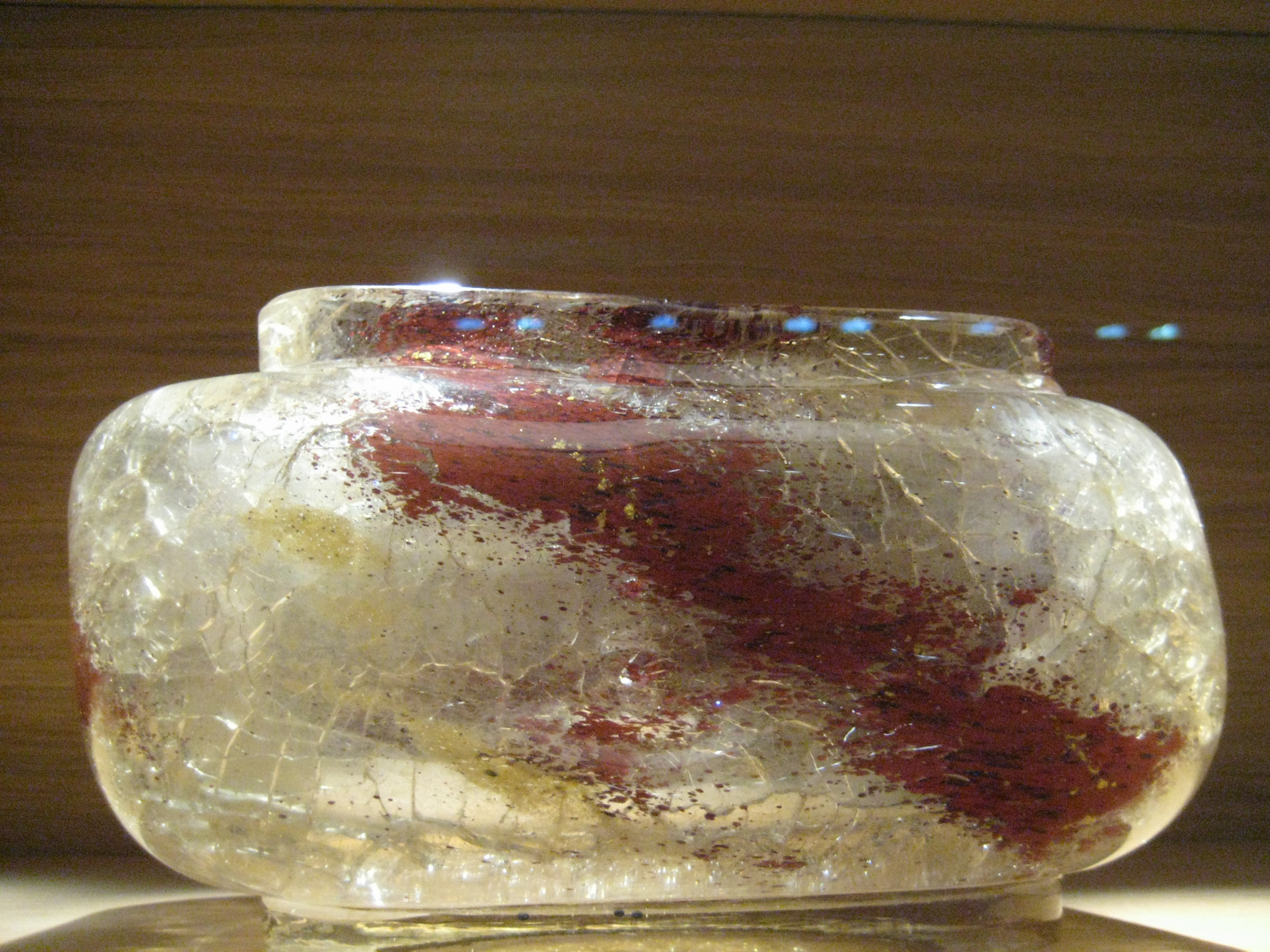
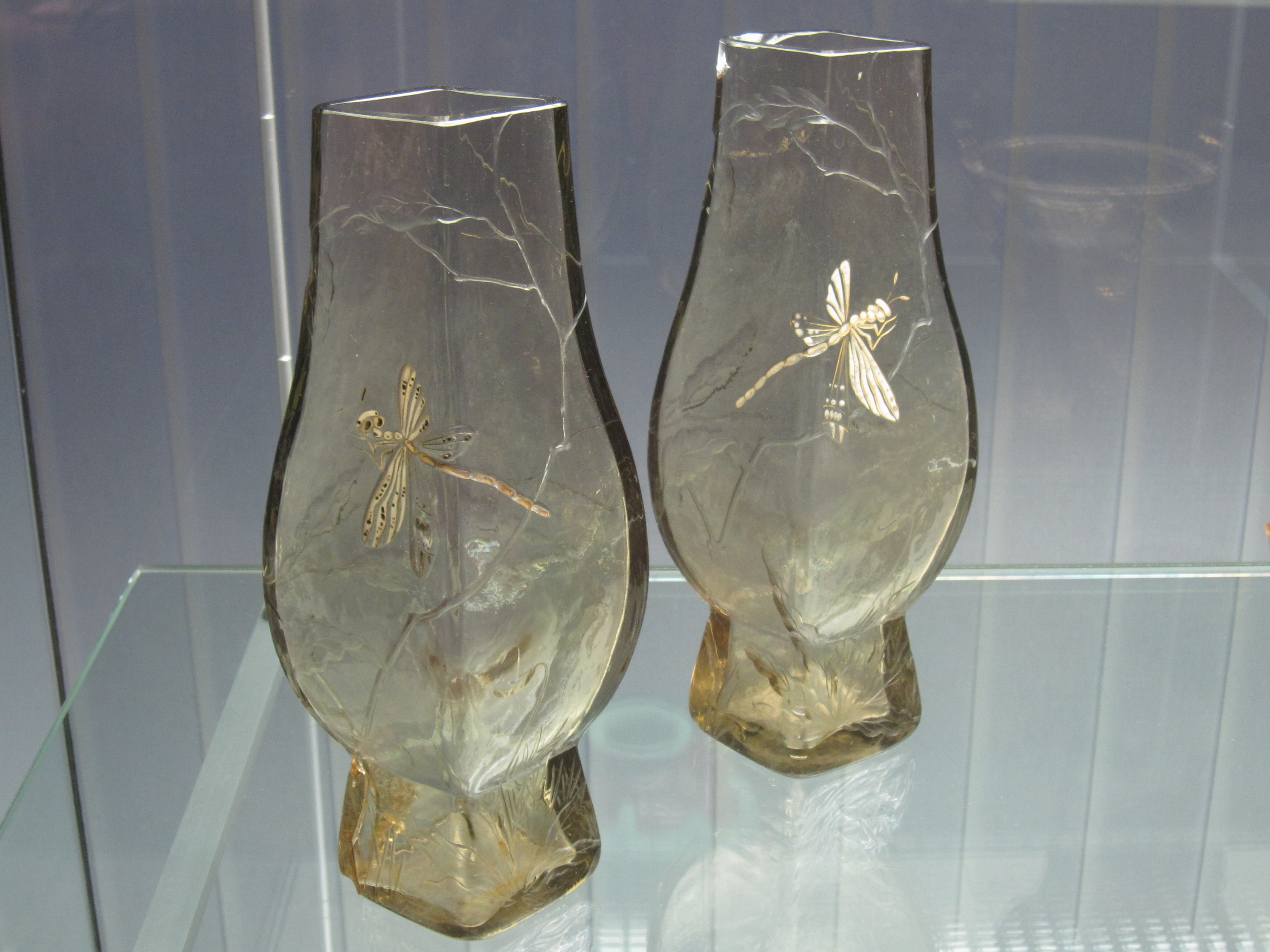
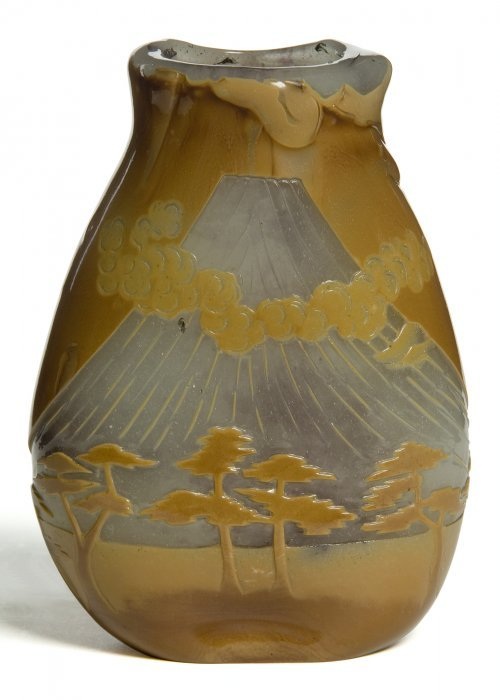